# Przemęczanki
Przemęczanki – wieś w Polsce, położona w województwie małopolskim, w powiecie proszowickim, w gminie Radziemice.
| SIMC    | Nazwa  | Rodzaj     |
| ------- | ------ | ---------- |
| 0333530 | Wzorki | przysiółek |

Wieś duchowna Przymęczanki, własność Opactwa Benedyktynek w Staniątkach położona była w drugiej połowie XVI wieku w powiecie proszowskim województwa krakowskiego. W latach 1975–1998 miejscowość administracyjnie należała do województwa krakowskiego.